# Sebastian Papaiani

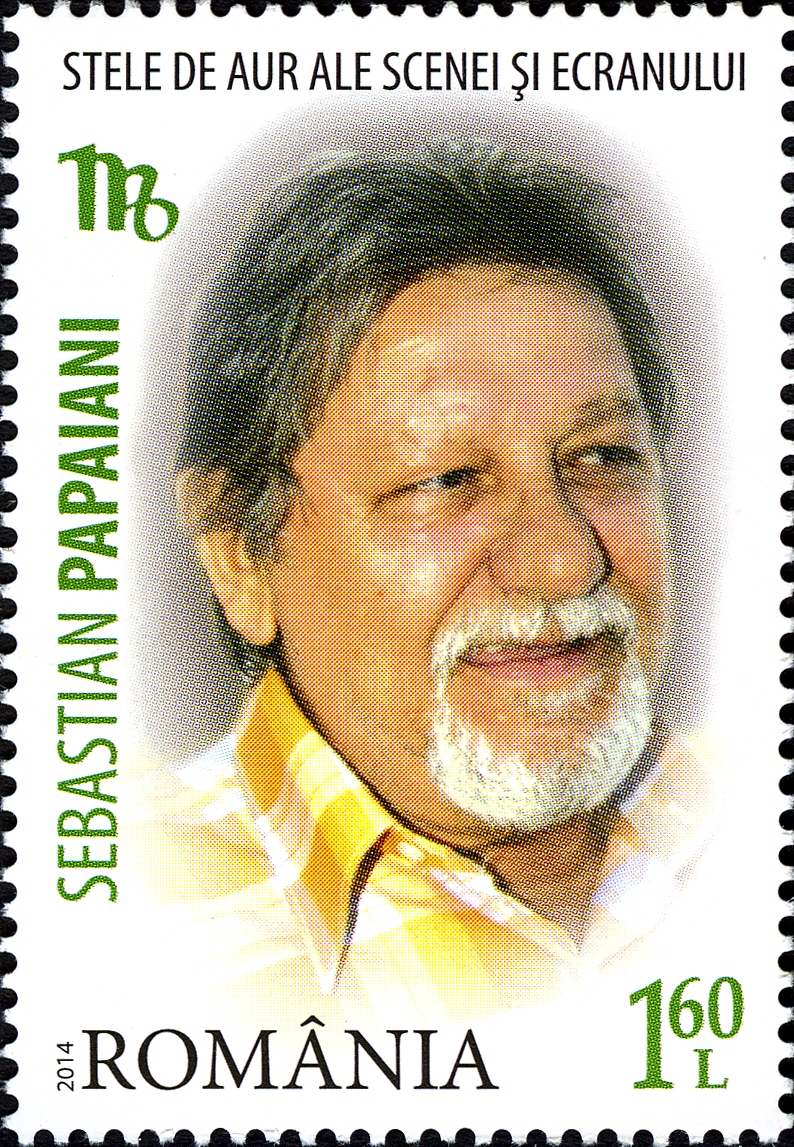
Sebatian Papaiani pe un timbru din 2014

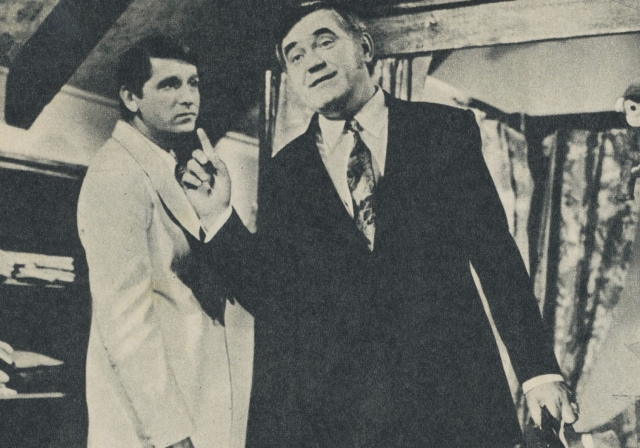
Sebastian Papaiani (stânga) și Dem Rădulescu (dreapta)

Sebastian Papaiani (n. 25 august 1936, Pitești, România – d. 27 septembrie 2016, București, România) a fost un actor român de film, radio, teatru, televiziune și voce.

## Biografie
Tatăl său era de etnie greacă.
A absolvit, în 1960, Institutul de Artă Teatrală și Cinematografică. A debutat pe ecran, în 1963, cu un rol în filmul Partea ta de vină, în regia lui Mircea Mureșan.
Actorul Sebastian Papaiani a fost decorat la 13 decembrie 2002 cu Ordinul național Serviciul Credincios în grad de Cavaler, alături de alți actori, „pentru devotamentul și harul artistic puse în slujba teatrului românesc, cu prilejul împlinirii unui veac și jumătate de existență a Teatrului Național din București”.

## Filmografie
- Partea ta de vină... (1963)
- Un surîs în plină vară (1964) - Făniță
- Gaudeamus igitur (1965)
- Golgota (1966)
- La porțile pămîntului (1966)
- Vremea zăpezilor (1966)
- Fantomele se grăbesc (1966)
- Diminețile unui băiat cuminte (1967) - Fane
- Balul de sîmbătă seara (1968) - Papă
- Căldura (1969)
- Brigada Diverse intră în acțiune (1970) - plutonierul Căpșună
- Facerea lumii (1971)
- Brigada Diverse în alertă! (1971) - plutonierul Căpșună
- Asediul (1971) - Chiru
- B.D. la munte și la mare (1971) - plutonierul Căpșună
- Astă seară dansăm în familie (1972) - Alecu A. Alecu
- Cu mîinile curate (1972) - Fane Oarcă
- Ciprian Porumbescu (1973) - Voronca
- Ultimul cartuș (1973) - Ilie Oarcă
- Dragostea începe vineri (1973) - Dudu
- Păcală (1974) - Păcală
- Frații Jderi (1974) - comisul Ionuț Jder
- Ștefan cel Mare - Vaslui 1475 (1975) - comisul Ionuț Jder
- Toamna bobocilor (1975) - Pompei
- Zile fierbinți (1975) - macaragiul Guriță
- Războiul independenței (Serial TV) (1977)
- Roșcovanul (1976) - Lampă
- Accident (1977) - reporter
- Curcanii (1977), de Grigore Ventura, regia Virgil Bradateanu, Anca Ovanez-Dorosenco
- Toate pînzele sus (serial TV, 1977) - Ieremia (ep. 1-12)
- Iarna bobocilor (1977) - Pompei
- Eu, tu, și... Ovidiu (1978)
- Melodii, melodii (1978)
- Totul pentru fotbal (1978) - fotbalistul Țipurnea
- Nea Mărin miliardar (1979) - Gogu a lu' Pupăză
- Expresul de Buftea (1979)
- Clipa (1979)
- Ultima noapte de dragoste (1980) - lt. Petre Orghidan
- Bună seara, Irina! (1980)
- Am fost șaisprezece (1980) - caporalul Vasile Dobrița
- Șantaj (1981)
- Alo, aterizează străbunica!... (1981)
- O lume fără cer (1981)
- Grăbește-te încet (1982)
- Calculatorul mărturisește (1982)
- Rămân cu tine (1982) - Manole
- Un saltimbanc la Polul Nord (1982)
- Pădurea nebună (1982)
- Fram (1983) (Serial TV)
- Un petic de cer (1984)
- Ringul (1984)
- Secretul lui Bachus (1984) - Grig Ștevie
- Zbor periculos (1984)
- Sosesc păsările călătoare (1985)
- Racolarea (1985)
- Liceenii (1986) - domnul Marinescu, tatăl lui Mihai
- Secretul lui Nemesis (1987)
- Niște băieți grozavi (1988)
- O vară cu Mara (1989)
- Un studio în căutarea unei vedete (1989)
- Neînvinsă-i dragostea (1993) - căpitan Ștefan Topârceanu
- Ochii care nu se văd (1994) - Lăutarul
- Numai iubirea (Serial TV) (2004) - Manole Tudose
- Lacrimi de iubire (Serial TV) (2005) - Nea Tache
- Bani de dus, bani de-ntors (2005)
- Păcală se întoarce (2006) - Păcală (tatăl)
- Daria, iubirea mea (Serial TV) (2006-2007)
- Nimeni nu-i perfect (Serial TV) (2008) - domnul Predescu[9]

### Interviuri
- Sebastian Papaiani actor: „Tata nu mi-a zis niciodată «te iubesc»“, 28 iulie 2011, Ionuț Nicoleanu, Adevărul
- Sebastian Papaiani, la aniversarea a 75 de ani: „Dacă ar fi să o iau de la început, aș alege meseria de președinte“, 24 august 2011, Adevărul